# Duvnäva
Duvnäva (Geranium columbinum) är en växtart i familjen näveväxter. 